# Pont de Fusta

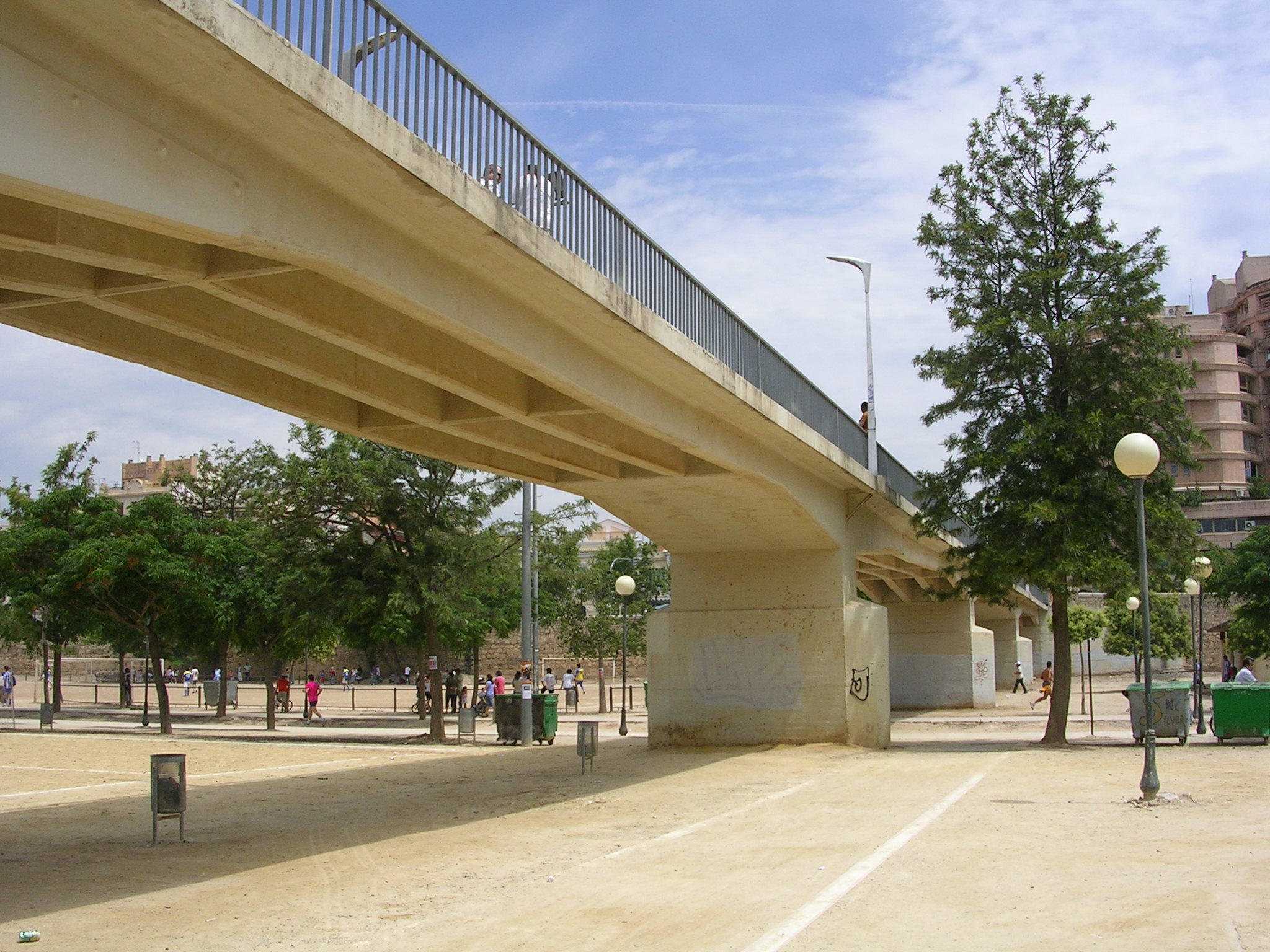
Pont de Fusta per a vianants fins a la seua reconversió l'any 2012.

El pont de Fusta és una passarel·la per a vianants de la ciutat de València que creua el Jardí de Túria, antic llit del riu Túria fins a la Gran Riuada de València de 1957. Està situat entre els dos ponts més antics de la ciutat i de forma paral·lela a ells: entre el pont dels Serrans a l'oest i el pont de la Trinitat a l'est.
Connecta el districte de La Saïdia al nord, concretament els barris de Morvedre i de La Trinitat, amb el districte de la Ciutat Vella al sud, amb els barris del Carme i de La Seu. A la vora esquerra del vell llit del riu enllaça els carrers del Cronista Rivelles, de la Trinitat i de Santa Amàlia amb els carrers del Comte de Trénor i del Mur de Santa Anna a la vora dreta.

## Història
La passarel·la per a vianants originària estava construïda en fusta a la mateixa ubicació que l'actual, i d'ací va prendre el seu nom de pont de Fusta. El motiu de la seua construcció va ser el de comunicar l'"estacioneta" del Trenet, construïda el 1892, i que donava servei a les línies cap al Cabanyal, Rafelbunyol, Bétera i Llíria, amb el centre de la ciutat, concretament amb l'eix viari que, a través del carrer del Mur de Santa Anna, arriba fins a la plaça de la Mare de Déu.
Va ser destruïda per la Gran Riuada de 1957 que va assolar València i va produir el desviament del riu Túria pel sud de la ciutat gràcies a les obres del Pla Sud i, per tant, el vell llit del riu passà al cap dels anys a ser l'actual Jardí del Túria. La passarel·la va ser reconstruïda amb forma esvelta i estreta, de color blanc i de formigó i ferro (com es pot vore a la fotografia), però va mantindre el mateix nom del pont de Fusta.

## Actualitat
Després d'anys de peticions per part de la Universitat de València perquè els ponts dels Serrans i de la Trinitat deixen de donar servei al trànsit rodat de vehicles per a convertir-se en ponts per a vianants debut a la seua antiguitat i el seu caràcter històric, l'Ajuntament de València va proposar com a alternativa la construcció d'un Nou Pont de Fusta per al trànsit de vehicles en canvi de la històrica passarel·la per a vianants.
Amb aquesta decisió es va substituir la passarel·la pel Nou Pont de Fusta construït entre els anys 2010 i 2012 amb dues parts separades: a l'est el pont asfaltat amb tres carrils per al trànsit rodat de vehicles (obert al tràfic el 19 de febrer de 2012), i a l'oest una passarel·la per a vianants decorada amb motius de fusta que continuarà fent la mateixa funció del pont de Fusta tradicional. Aquest pont va ser construït per l'empresa Incofusta.
El sentit nord-sud del trànsit pel nou pont substitueix el del pont dels Serrans del segle xvi, podent així alliberar-lo del trànsit de vehicles i reconvertir aquest històric pont per als vianants. D'altra banda, el pont de la Trinitat de principis del segle xv continuarà sent per al trànsit rodat en sentit sud-nord però passant de tres a dos carrils, ampliant així les voreres per als vianants.

## Elements importants
Recorre la distància entre dos punts emblemàtics de la ciutat. Al nord es troba l'antic edifici de l'estació del Trenet, de 1892 i coneguda com a "Estació del Pont de Fusta", "L'Estacioneta" o "Estació de Santa Mònica" (per la seua proximitat a l'església de Santa Mònica). Aquest edifici acull en l'actualitat la Policia de la Generalitat Valenciana i es troba pocs metres al sud de l'actual estació de Pont de Fusta de la línia 4 del tramvia de MetroValencia.
La part sud del pont es troba a pocs metres de les Torres dels Serrans, antic portal d'entrada a la ciutat a través de les muralles medievals, i just davant del pont es troba el carrer del Mur de Santa Anna amb el col·legi de 1891 del "Sagrat Cor de Jesús" de les Germanes Carmelites i la popular tenda de "La Casa dels Dolços", anteriorment coneguda com a "La Casa dels Caramels".
Baix el pont, al Jardí del Túria es troben dos camps de futbol rehabilitats recentment amb gespa artificial anomentas: "Camp de futbol Serrans" i "Camp de futbol Pont de Fusta".

## Transports
Al nord del pont es troba molt pròxima la nova estació del Pont de Fusta de la línia 4 del tramvia de MetroValencia, mentre que les línies d'autobusos de l'EMT de València que donen servei a la part nord del pont són: 1, 28, 29, 79 i 95 (parada Cronista Rivelles-Santa Amàlia), mentre que també es troben a pocs metres cap a l'oest les línies: 6, 16, 26 i 36 (parada Cronista Rivelles-Sta.Mònica).
A la part sud del pont es troben les línies d'autobusos de l'EMT de València: 1, 6, 11, 16, 26, 29, 36, 80 i N10 (parada Comte de Trénor-Pont de Fusta), i pocs metres cap a l'oest junt les Torres dels Serrans es troben les línies: 5, 11, 28 i 95 (parada Torres dels Serrans-Comte de Trénor).
En el futur està projectat que la línia 2 del tramvia de MetroValencia passe baix el Jardí del Túria i connecte el nord de la ciutat amb el centre històric i el sud-est de la ciutat fins al barri de Natzaret. A les proximitats del pont hi haurà una estació subterrània anomenada "Museus" o "Serrans" i que eixirà cap a la superfície pel carrer d'Almassora, substituint així l'actual estació en superfície del Pont de Fusta.